# 우는토끼
우는토끼 또는 북방우는토끼, 일본기니피그는 우는토끼과 우는토끼속에 속한 토끼로 북부 아시아에서 발견된다. 학명은 Ochotona hyperborea이며 생토끼 또는 쥐토끼라고도 한다. 영역은 우랄산맥에서부터 북부 일본까지 그리고 남쪽으로는 몽골, 만주 그리고 한반도 북부를 걸쳐 서식한다. 성체의 몸길이는 12.7~18.6cm이며 꼬리는 0.5~1.2cm이다. 매년마다 두번 털갈이를 하며 여름에는 빨간빛깔이 짙어져 적갈색 , 겨울에는 회색빛깔이 짙어져 회갈색으로 색을 갈아입는다.

## 아종
우는토끼는 다양한 아종으로 구성되어 있다.
- O. h. cinereoflava
- O. h. coreana
- O. h. ferruginea
- O. h. mantchurica
- O. h. normalis
- O. h. uralesis
- O. h. yesoensis
- O. h. yoshikurai